# 中华文化促进会
中华文化促进会（简称文促会，英文名称为Chinese Culture Promotion Society，缩写为CCPS）是中华人民共和国的全国性民间社会团体，在中华人民共和国民政部注册，1992年成立。

## 历史沿革
1992年，中华民族文化促进会成立。2009年3月经文化部、民政部同意，国务院批准，改为现名。
2020年8月31日，根据国家发展改革委《关于全面推开行业协会商会与行政机关脱钩改革的实施意见》（发改体改〔2019〕1063号），原由文旅部主管的中华文化促进会与文旅部分离，依法直接登记、独立运行，剥离行政职能，不再设置业务主管单位。取消对其直接财政拨款，通过政府购买服务等方式支持其发展。